# Aspidium otaria
Aspidium otaria là một loài dương xỉ trong họ Tectariaceae. Loài này được Kze., Mett. mô tả khoa học đầu tiên năm 1858.
Danh pháp khoa học của loài này chưa được làm sáng tỏ. 